# Equass
EQUASS (European Quality in Social Services) je večnivojski sistem kakovosti za področje izvedbe socialnih storitev, kamor med drugim spada tudi rehabilitacija. Razvila ga je Evropska platforma za rehabilitacijo  - EPR (European Platform for Rehabilitation), ki združuje 27 evropskih rehabilitacijskih ustanov. Sistem sestavljajo 3 ravni:
- EQUASS Assurance,
- EQUASS Excellence in
- EQUASS Award

Prva raven pomeni sistem kakovosti, ki ga organizacije s področja izvajanja socialnih storitev uvedejo z namenom, da vzpostavijo podobno osnovno urejenost, kot jo na primer ostale organizacije z uvedbo sistema ISO 9001:2008, pri čemer se določene zahteve nanašajo na posebnosti izvajanja socialnih storitev. Druga raven predstavlja nadgradnjo prve s poudarkom na vplivu organizacije na širšo skupnost in na izboljševanju in učenju organizacije. Tretja najvišja raven, pa predstavlja evropsko nagrado za kakovost na področju izvedbe socialnih storitev.
S prilagoditvijo pristopa Evropskega sklada za upravljanje kakovosti (EFQM), sistem EQUASS sestavlja sledečih 10 načel za izvajalce socialnih storitev oziroma rehabilitacije:
1. Voditeljstvo
2. Zaposleni
3. Pravice
4. Etika
5. Partnerstvo
6. Participacija
7. Osredotočenost na posameznika
8. Kompleksnost
9. Usmerjenost v rezultate
10. Nenehni razvoj

Sistem EQUASS Assurance je bil do leta 2012 uveden v 15 evropskih državah pri 452 izvajalcih socialnih storitev, ki vključujejo v svojih programih letno 81.579 uporabnikov.